# Hillard Bell Huntington
Pour les articles homonymes, voir Huntington.
Hillard Bell Huntington (né le 21 décembre 1910 à Wilkes-Barre, Luzerne Co., PA - mort le 17 juillet 1992 à Troie, Rensselaer Co., NY.) est un physicien américain. Il est surtout connu pour avoir, en 1935, émis, avec Eugene Wigner, l'hypothèse que l'hydrogène pourrait prendre des propriétés métalliques sous certaines conditions. Il est également renommé pour ses travaux sur l'électromigration des atomes, qui ont été d'une certaine importance dans l'électronique des semi-conducteurs.

## Biographie
Huntington naît à Wilkes-Barre, en Pennsylvanie. Il obtient son baccalauréat en 1932, sa maîtrise l'année suivante et son doctorat en 1941, tous de l'université de Princeton. 
Il enseigne à Culver Academies, à l'université de Pennsylvanie et à l'université Washington de Saint-Louis. Au cours de la Seconde Guerre mondiale, il travaille au Radiation Lab (en) du MIT.
En 1946, Huntington rejoint l'Institut polytechnique Rensselaer (RPI), où il dirige le département de physique de 1961 à 1968. Spécialiste de la diffusion et de la conduction dans les métaux, il est également peintre. Certaines de ses peintures sont exposées à la Hillard B. Huntington library (nommée en son honneur) du Jonsson-Rowland Science center du RPI. L'Institut a également créé le prix Hillard B. Huntington en son honneur, destiné aux étudiants gradués.